# 경기도김포교육지원청
경기도김포교육지원청(京畿道金浦敎育支援廳, Gimpo Office of Education)은 경기도 김포시를 관할하는 경기도교육청 산하의 교육지원청이다.
교육장은 장학관으로 보한다.

## 산하기관

### 초등학교
| - 가현초등학교 - 감정초등학교 - 개곡초등학교 - 걸포초등학교 - 고창초등학교 - 고촌초등학교 - 금란초등학교 - 금성초등학교 - 금파초등학교 - 김포대명초등학교 | - 김포서초등학교 - 김포신풍초등학교 - 김포초등학교 - 김포한가람초등학교 - 대곶초등학교 - 마송중앙초등학교 - 마송초등학교 - 사우초등학교 - 서암초등학교 - 석정초등학교 | - 솔터초등학교 - 수남초등학교 - 신곡초등학교 - 신양초등학교 - 양곡초등학교 - 양도초등학교 - 옹정초등학교 - 운양초등학교 - 운유초등학교 - 월곶초등학교 | - 유현초등학교 - 장기초등학교 - 청수초등학교 - 통진초등학교 - 푸른솔초등학교 - 풍무초등학교 - 하성초등학교 - 학운초등학교 |

### 중학교
| - 감정중학교 - 고창중학교 - 고촌중학교 - 금파중학교 - 김포신곡중학교 - 김포여자중학교 | - 김포중학교 - 김포한가람중학교 - 대곶중학교 - 마송중학교 - 분진중학교 - 신양중학교 | - 양곡중학교 - 양도중학교 - 운양중학교 - 은여울중학교 - 장기중학교 - 통진중학교 | - 푸른솔중학교 - 풍무중학교 - 하늘빛중학교 - 하성중학교 |

## 같이 보기
- 대한민국 교육부